# Mota Ulun (Lahane Oriental)
Mota Ulun (tetum für „Kopf-Fluss“) ist ein Ortsteil der osttimoresischen Landeshauptstadt Dili. Er liegt im Suco Lahane Oriental (Verwaltungsamt Nain Feto, Gemeinde Dili). West-Mota Ulun (Mota Ulun Oeste) gehört zur Aldeia Metin, Ost-Mota Ulun (Mota Ulun Leste) zur Aldeia Sare. Die Grenze dazwischen bildet der Bemori, ein Nebenfluss des Mota Claran, der nur in der Regenzeit Wasser führt.
In Metin und Sare zusammen leben 1736 Menschen (2015).